# Władysław Kościelski

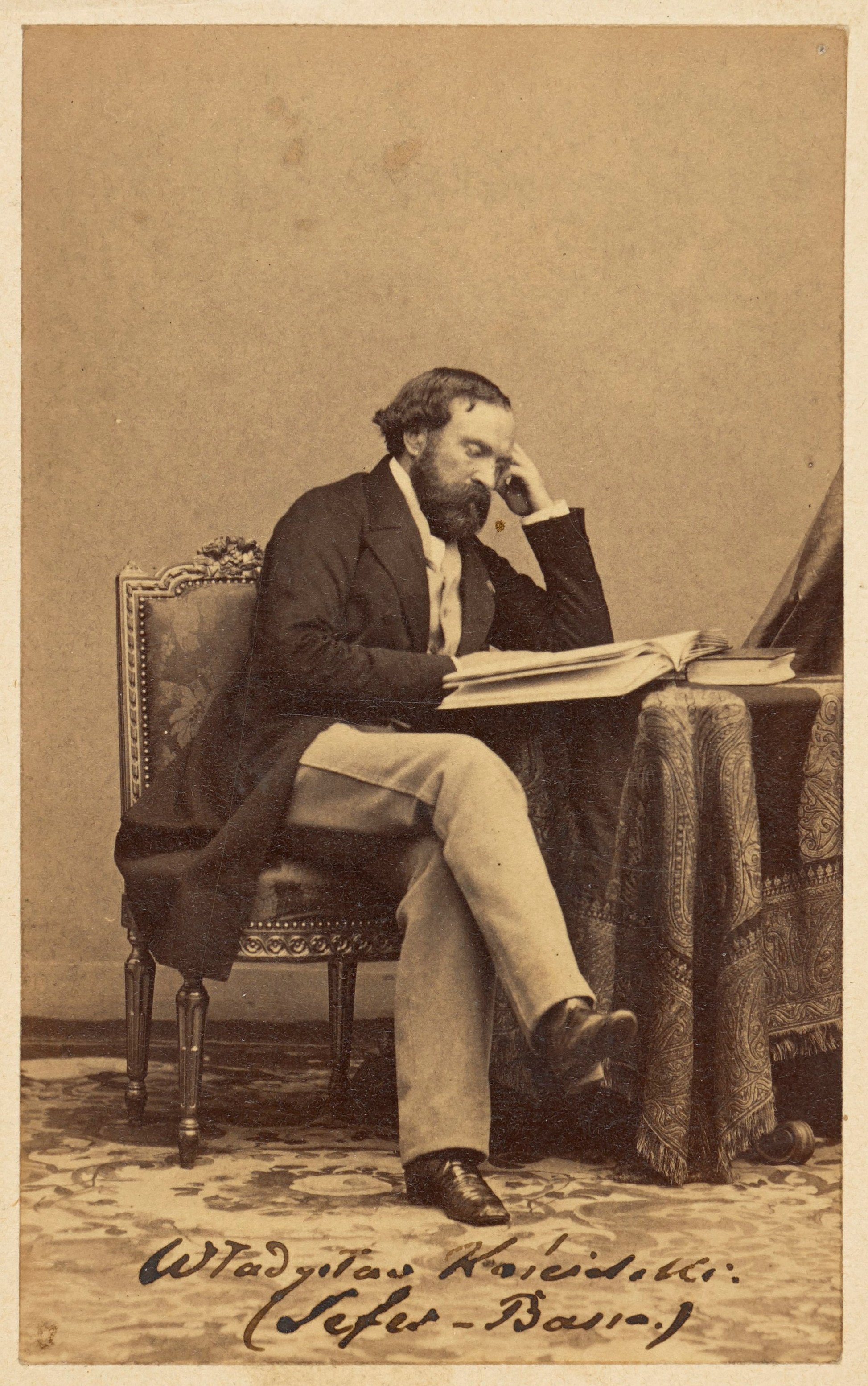
Władysław Kościelski, ok. 1862 r.

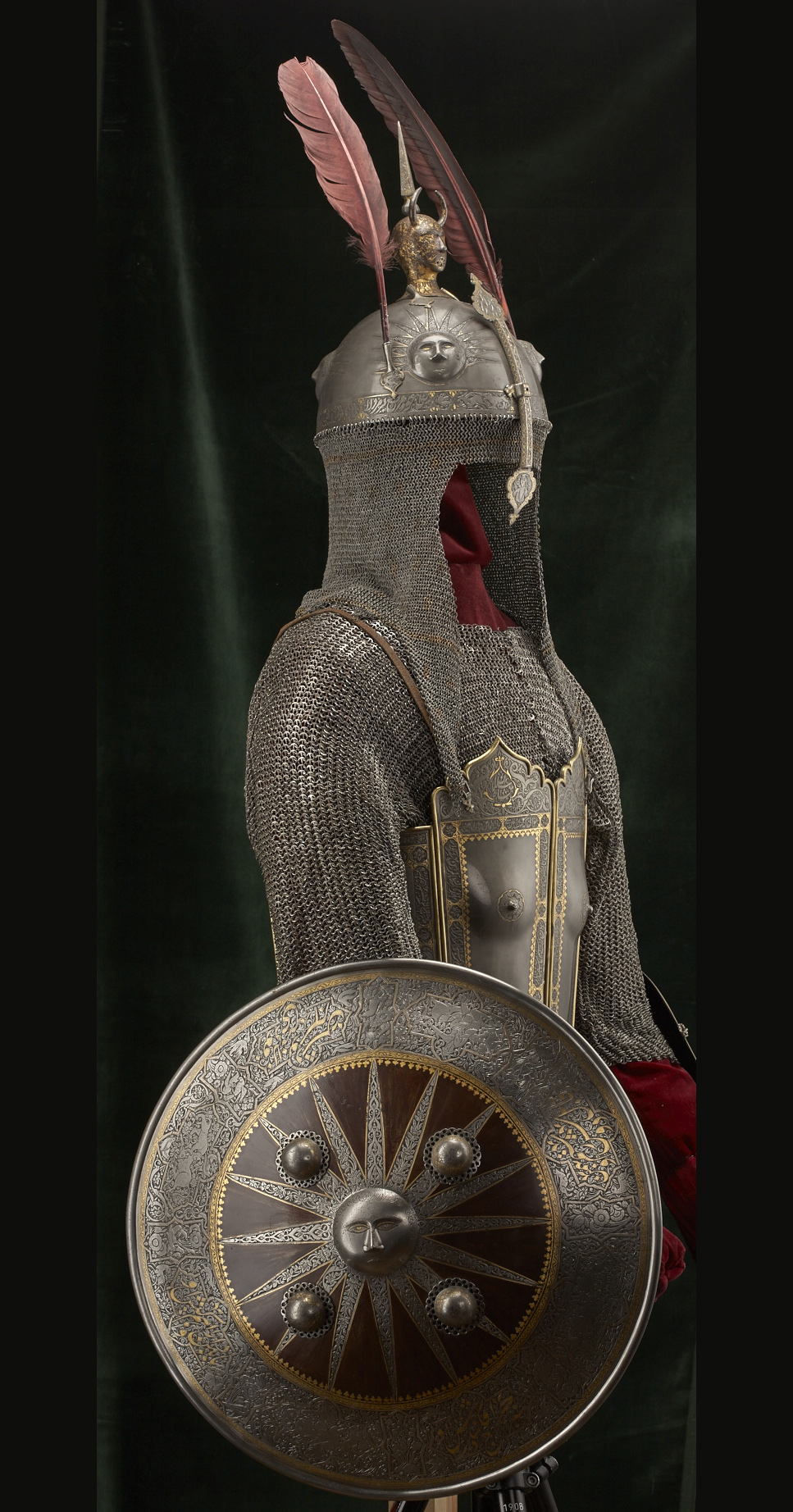
Zbroja przypisywana Safiemu II (1666-1694) z kolekcji Władysława Kościelskiego. Muzeum Narodowe w Krakowie

Władysław Kościelski, Sefer Paşa, herbu Ogończyk (ur. 24 października 1819 w Szarleju k. Inowrocławia, zm. 17 marca 1895 na zamku Bertholdstein w Styrii) – żołnierz, generał w wojsku tureckim, znany hodowca koni arabskich, kolekcjoner, mecenas sztuki.

## Życiorys
Był czwartym synem Józefa (ok. 1750-1831), szambelana pruskiego i Kunegundy z Rokitnickich. W latach 1832–1837 uczył się w klasie polskiej w Gimnazjum Marii Magdaleny w Poznaniu. Służył w armii pruskiej jako jednoroczny ochotnik w I Pułku Kirasjerów we Wrocławiu. Służbę wojskową zakończył przed 1844, kiedy to, przebywając w Paryżu, na życzenie ks. Adama Jerzego Czartoryskiego przedstawił pisemnie swój ogląd sytuacji politycznej w Wielkim Księstwie Poznańskim (Pogląd na sprawę polską przez hrabiego Władysława Kościelskiego, rkp. B.Cz.Ew.XVII 1245, k. 1-10). W 1846 został aresztowany i osadzony w Cytadeli poznańskiej, przesiedział w więzieniach półtora roku. Uwolniony przed procesem spiskowców w 1847, uczestniczył w powstaniu 1848 roku (wziął udział w bitwie pod Trzemesznem, 11 IV 1848 i być może jeszcze pod Środą, 18 IV 1848).
W czerwcu tego samego roku był już w Berlinie, gdzie współuczestniczył w organizowaniu Ligi Polskiej, co doprowadziło go do pojedynku z mjr Konstantinem Voigt-Rhetzem, w którym został ranny. W 1848 roku zetknął się także z Michaiłem Bakuninem i Karolem Marksem (w imieniu Bakunina wyzwał Marksa na pojedynek, do którego ostatecznie nie doszło). We wrześniu 1849 znalazł się w Turcji i trafił do obozu wychodźców polskich i węgierskich w Widyniu. Z ramienia gen. Władysława Zamoyskiego kierował obozem w Szumli (dziś Szumen) i współtworzył osadę polską w Adampolu. W 1852 na krótko objął po Michale Czajkowskim prowadzenie Agencji Wschodniej. W 1853 roku przebywał w Paryżu i współpracował z działaczami Hotelu Lambert.
W 1854 udał się do Stambułu i w randze majora wstąpił do armii tureckiej. W czerwcu 1854 już jako pułkownik objął dowództwo II pułku gwardii cesarskiej w brygadzie tureckiej. Brał udział w bitwie pod Bałakławą (25 X 1854). Po wojnie krymskiej za bohaterstwo i zasługi został awansowany do stopnia generała dywizji i przeniesiony na stanowisko komendanta twierdzy Anpic. Po wstąpieniu na tron Abdülaziza (1861) objął funkcję marszałka dworu. W 1863 został inspektorem generalnym jazdy tureckiej.
Zagrożony gruźlicą, od 1864 spędzał zimy w Egipcie, gdzie zaprzyjaźnił się z kedywem Ismailem Paszą. Swoje oszczędności ulokował w akcjach Kanału Sueskiego, co stało się fundamentem jego wielomilionowej fortuny.
W późniejszym okresie stał się znanym hodowcą koni arabskich. Araby z jego hodowli trafiły do wielu stadnin w tym i polskich. Był też mecenasem artystów (Chlebowskiego i Brodzkiego). W 1873 zakupił średniowieczny zamek Bertholdstein w Styrii, w którym na stałe osiadł w 1882. Przeniósł tam zgromadzone przez siebie dzieła sztuki (broń orientalną, ceramikę, galerię obrazów i zbiory rzeźb). W testamencie zapisał całość kolekcji Krakowowi. Mimo że ówczesnym muzealnikom zbiory się nie podobały ze względu na zbyt małą liczbę „poloników”, obecnie stanowią dumę Muzeum Narodowego w Krakowie.

## Publikacje
- Widerlegung der offiziellen Nachweisung des General v. Colomb, den Bruch der Convention vom 11. April betreffend, von... Berlin 1848.
- Einige Worte über die aktenmässige Darstellung der polnischen Insurektion im Jahre 1848 mit Genehmigung Sr. Excellenz des commanderenden Generals von C. v. Voigt-Rhetz, Major in königl. preuss. Generalstabe, Berlin 1848.